# San Pedro el Alto, San Felipe del Progreso
San Pedro el Alto är en stad i kommunen San Felipe del Progreso i delstaten Mexiko i Mexiko. Samhället hade 5 984 invånare vid folkräkningen 2020.